# Litoral da Bahia

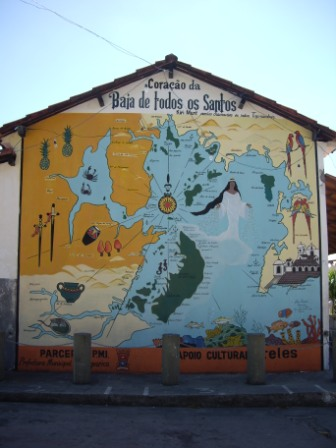
Ilustração artística cartográfica da Baía de Todos os Santos

O litoral da Bahia se refere à faixa costeira do estado da Bahia. Compreende mais de 1 100 quilômetros de extensão, sendo o maior do Brasil. É completamente margeado pelo Oceano Atlântico e suas reentrâncias no continente. A maior delas deu nome ao estado, é maior baía tropical desse oceano e ainda contém baías e enseadas menores em seu interior. Além delas, há ainda a Baía de Camamu (terceira maior do país), Baía do Pontal (área de 16 quilômetros quadrados e estuário de rios da bacia do Cachoeira), dentre outras situadas no estado.
O litoral baiano é acompanhado por duas rodovias estaduais. O trecho do litoral norte (porção ao norte capital) é seguido pela BA-099 e o litoral sul (porção ao sul da capital) pela BA-001.

## Zoneamento

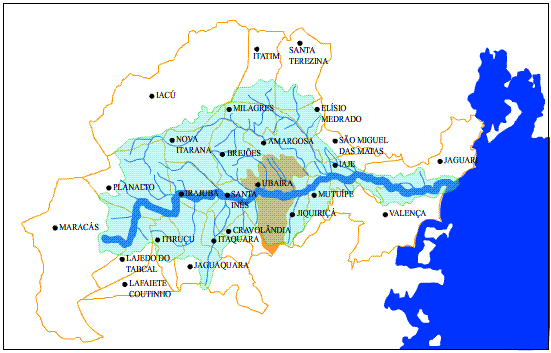
Mapa da bacia do Jiquiriçá mostra parcialmente o litoral baiano, recortado ao norte pela Baía de Todos os Santos e ao sul pela Baía de Camamu e o Arquipélago de Cairu.

Tendo a capital e a Baía de Todos-os-Santos como referência, foi estabelecido três grandes setores litorâneos: Litoral Norte, Salvador/Baía de Todos os Santos e Litoral Sul. Estes subdividem-se, ao todo, em seis subsetores. Em sentido norte–sul, tem-se:
- Litoral Norte I — formado por 150 quilômetros de extensão e 10 municípios (Jandaíra, Esplanada, Conde, Entre Rios, Cardeal da Silva, Itanagra, Mata de São João, Araçás (Bahia), Catu e Pojuca). Tem início em Mangue Seco, na divisa com Sergipe, e termina na foz do Rio Pojuca, que é a divisa entre Camaçari e Mata de São João;
- Litoral Norte II — formado por 50 quilômetros e pelos municípios de Dias d'Ávila, Camaçari e Lauro de Freitas;
- Cidade de Salvador e Baía de Todos os Santos — se estende por 230 quilômetros e 18 municípios (Salvador, Simões Filho, Candeias, São Francisco do Conde, São Sebastião do Passé, Santo Amaro, Madre de Deus, Cachoeira, São Félix, Saubara, Salinas da Margarida, Itaparica, Vera Cruz, Maragogipe, Aratuípe, Nazaré, Jaguaripe e São Felipe);
- Litoral Baixo Sul — inicia-se no município de Valença (foz do rio Jiquiriçá) até Maraú (foz do Rio de Contas), estendendo-se por 246 quilômetros e oito municípios (Valença, Cairu, Taperoá, Nilo Peçanha, Ituberá, Igrapiúna, Maraú e Camamu);
- Zona Cacaueira — cobre nove municípios (Itacaré, Uruçuca, Ilhéus, Una, Santa Luzia, Canavieiras, Belmonte, Itabuna e Buerarema) por 180 quilômetros até a foz do rio Jequitinhonha;
- Extremo Sul — são 325 quilômetros até a divisa com o Estado do Espírito Santo, cobrindo sete municípios (Santa Cruz Cabrália, Porto Seguro, Prado, Alcobaça, Caravelas, Nova Viçosa e Mucuri).

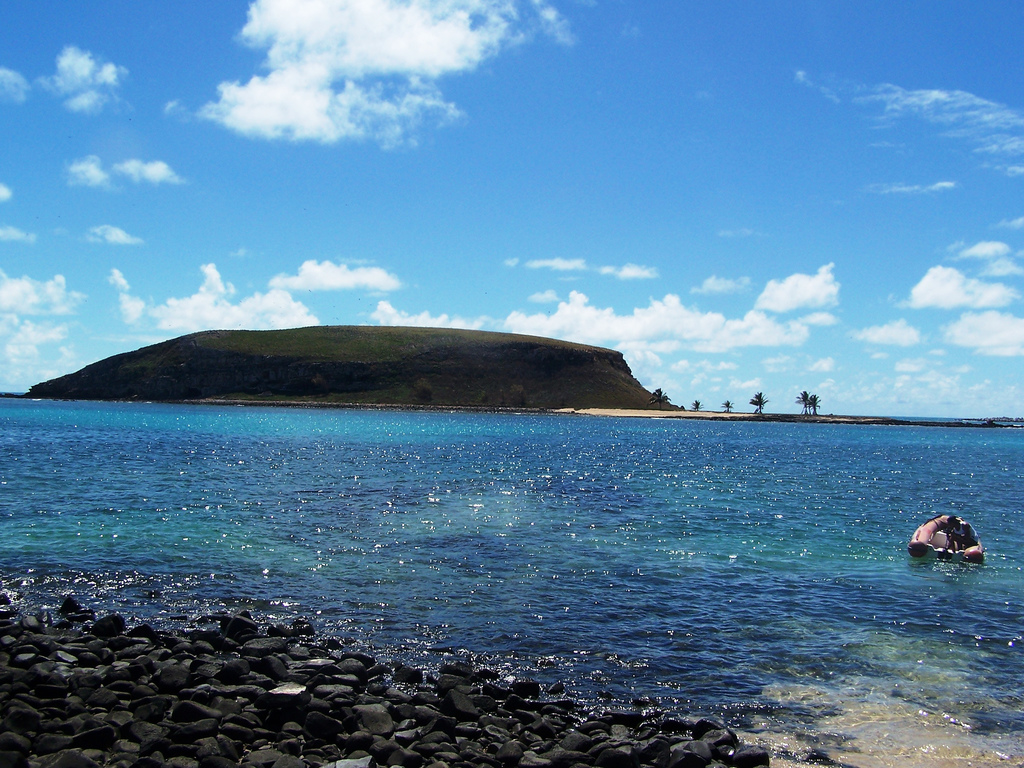
Arquipélago de Abrolhos, na Costa das Baleias.

Noutra perspectiva, utilizada no zoneamento do planejamento turístico, o litoral foi dividido em zonas com determinado número de municípios-sede, de acordo com o perfil histórico e geográfico; de norte para sul, a costa da Bahia se divide em:
- Costa dos Coqueiros — justamente por sua inconfundível quantidade de coqueiros, apresenta paisagens variadas com dunas, rios, lagoas de águas cristalinas e praias de mar agitado ideais para o surfe ou com arrecifes formando piscinas naturais ideais para o banho, com destaque para os municípios de Mata de São João, Camaçari, Lauro de Freitas, Esplanada, Entre Rios e Jandaíra (Mangue Seco);
- Baía de Todos os Santos — ao redor da capital do estado, Salvador, abrange também a Ilha de Itaparica e Recôncavo baiano;
- Costa do Dendê — com destinos entre os mais populares do estado como a Ilha de Boipeba e Morro de São Paulo;
- Costa do Cacau — região que abriga a maior parte da produção de cacau do Brasil e com regiões de Mata Atlântica preservada, com destaque para Ilhéus, Itacaré e Una;
- Costa do Descobrimento — região do descobrimento do Brasil, com destaque para Porto Seguro e Santa Cruz Cabrália; e
- Costa das Baleias — famosa por ser o maior refúgio natural de baleias-jubarte do Brasil,[14] com destaque para Caravelas, Prado e Alcobaça.

## Municípios por extensão do litoral
Com base no Anuário Estatístico do Brasil de 2011, elaborado pelo Instituto Brasileiro de Geografia e Estatística (IBGE), abaixo estão tabelados municípios litorâneos da Bahia ordenados pela extensão do litoral, apontando o posicionamento na listagem nacional e estadual.
| Posição estadual | Posição nacional | Município              | Litoral (km) |
| ---------------- | ---------------- | ---------------------- | ------------ |
| 1                | 29               | Ilhéus                 | 76,05        |
| 2                | 33               | Porto Seguro           | 70,6         |
| 3                | 35               | Salvador               | 66,91        |
| 4                | 36               | Prado                  | 66,37        |
| 5                | 38               | Cairu                  | 65,87        |
| 6                | 44               | Mucuri                 | 58,71        |
| 7                | 64               | Canavieiras            | 43,99        |
| 8                | 70               | Conde                  | 43,32        |
| 9                | 75               | Camaçari               | 42,13        |
| 10               | 77               | Maraú                  | 41,04        |
| 11               | 78               | Belmonte               | 40,43        |
| 12               | 86               | Jandaíra               | 39,05        |
| 13               | 88               | Santa Cruz Cabrália    | 37,84        |
| 14               | 98               | Vera Cruz              | 33,89        |
| 15               | 103              | Una                    | 33,21        |
| 16               | 106              | Nova Viçosa            | 31,59        |
| 17               | 113              | Alcobaça               | 28,18        |
| 18               | 118              | Mata de São João       | 27,25        |
| 19               | 125              | Itacaré                | 25,99        |
| 20               | 128              | Entre Rios             | 25,52        |
| 21               | 130              | Itaparica              | 24,73        |
| 22               | 134              | Caravelas              | 23,38        |
| 23               | 149              | Valença                | 21,47        |
| 24               | 184              | Jaguaripe              | 16,75        |
| 25               | 189              | Esplanada              | 16,01        |
| 26               | 192              | Ituberá                | 15,22        |
| 27               | 216              | São Francisco do Conde | 12,57        |
| 28               | 237              | Madre de Deus          | 9,65         |
| 29               | 239              | Uruçuca                | 9,51         |
| 30               | 245              | Saubara                | 7,77         |
| 31               | 248              | Candeias               | 7,52         |
| 32               | 262              | Nilo Peçanha           | 5,06         |
| 33               | 265              | Igrapiúna              | 3,7          |
| 34               | 269              | Lauro de Freitas       | 2,83         |
| 35               | 273              | Salinas da Margarida   | 1,75         |